# Garcinia carolinensis
Garcinia carolinensis är en tvåhjärtbladig växtart som först beskrevs av Carl Karl Adolf Georg Lauterbach, och fick sitt nu gällande namn av A.J.G.H. Kostermans. Garcinia carolinensis ingår i släktet Garcinia och familjen Clusiaceae. Inga underarter finns listade i Catalogue of Life.